# Lasioglossum szentivanyi
Lasioglossum szentivanyi är en biart som först beskrevs av Michener 1960.  Lasioglossum szentivanyi ingår i släktet smalbin, och familjen vägbin. Inga underarter finns listade i Catalogue of Life.